# Jesús Hernández Moreno
Jesús Hernández Moreno (Pie de Gallo, Santa Rosa Jauregui, Querétaro, México, 9 de enero de 2004) es un futbolista mexicano. Juega como delantero y su equipo son los Dorados de Sinaloa de la Liga de Expansión MX.
Fue incluido en la lista "Next Generation" de The Guardian para 2021.

## Selección nacional
En noviembre de 2021, participaría en el torneo  de la Revelations Cup 2021 jugando para la escuadra de la selección sub-20 de México, donde logró conseguir el título en ese torneo.

## Clubes

### Estadísticas
| Club                   | Div.          | Temporada     | Liga  | Liga  | Liga   | Copas nacionales | Copas nacionales | Copas nacionales | Copas internacionales | Copas internacionales | Copas internacionales | Total | Total | Total  |
| Club                   | Div.          | Temporada     | Part. | Goles | Asist. | Part.            | Goles            | Asist.           | Part.                 | Goles                 | Asist.                | Part. | Goles | Asist. |
| ---------------------- | ------------- | ------------- | ----- | ----- | ------ | ---------------- | ---------------- | ---------------- | --------------------- | --------------------- | --------------------- | ----- | ----- | ------ |
| Querétaro F. C. México | 1.ª           | 2021-22       | 4     | 0     | 0      | —                | —                | —                | —                     | —                     | —                     | 4     | 0     | 0      |
| Querétaro F. C. México | Total club    | Total club    | 4     | 0     | 0      | 0                | 0                | 0                | 0                     | 0                     | 0                     | 4     | 0     | 0      |
| Elche Ilicitano España | 5.ª           | 2022-23       | 4     | 0     | 0      | —                | —                | —                | —                     | —                     | —                     | 4     | 0     | 0      |
| Elche Ilicitano España | 5.ª           | 2023-24       | 27    | 10    | 0      | —                | —                | —                | —                     | —                     | —                     | 27    | 10    | 0      |
| Elche Ilicitano España | Total club    | Total club    | 31    | 10    | 0      | 0                | 0                | 0                | 0                     | 0                     | 0                     | 31    | 10    | 0      |
| C. Tijuana México      | 1.ª           | 2024-25       | 1     | 1     | 0      | —                | —                | —                | 1                     | 0                     | 0                     | 2     | 1     | 0      |
| C. Tijuana México      | Total club    | Total club    | 1     | 1     | 0      | 0                | 0                | 0                | 1                     | 0                     | 0                     | 2     | 1     | 0      |
| Dorados México         | 2.ª           | 2025          | 3     | 2     | 0      | —                | —                | —                | —                     | —                     | —                     | 3     | 2     | 0      |
| Dorados México         | Total club    | Total club    | 3     | 2     | 0      | 0                | 0                | 0                | 0                     | 0                     | 0                     | 3     | 2     | 0      |
| Total carrera          | Total carrera | Total carrera | 38    | 13    | 0      | 0                | 0                | 0                | 1                     | 0                     | 0                     | 39    | 13    | 0      |